# Arlene Semeco
Arlene Iradie Semeco Arismendi OL, OFM (11 de enero de 1984, Caracas) es una nadadora venezolana de estilo libre, plusmarquista nacional y suramericana. Ha sido medallista de oro de los Juegos Panamericanos, Juegos Suramericanos y los Juegos Centroamericanos y del Caribe. Ha participado de los Juegos Olímpicos de Atenas 2004 donde fue la única representante femenina en la natación de su país, y los Juegos Olímpicos de Pekín y Londres 2012 en las pruebas de los 50 y 100 m libres. En su participación en Pekín 2008, llegó a las semifinales de los 50 m libres con un tiempo de clasificación de 24.98, tiempo que no logró revalidar luego, cronometrando 25.05 segundos que no la ayudaron a clasificar a llegar a la final. Ese mismo año recibió las medallas de oro de los 50 y 100 m libres de los Juegos Panamericanos de 2007, tras el dopaje de la brasileña Rebeca Gusmao, convirtiéndose en la primera venezolana en ser campeona panamericana.
Semeco ha tenido una destacada carrera con resultados relevantes para la natación venezolana, lo que le ha válido ser condecaroda con la Orden del Libertador en tercera clase en 2006 y la Francisco Miranda en su segunda clase en 2005. Ha obtenido también la distinción Paul W Bryant por la Universidad de Alabama en el año 2005, e ingresado en el Salón de la fama de la universidad en el año 2007.